# Nabire

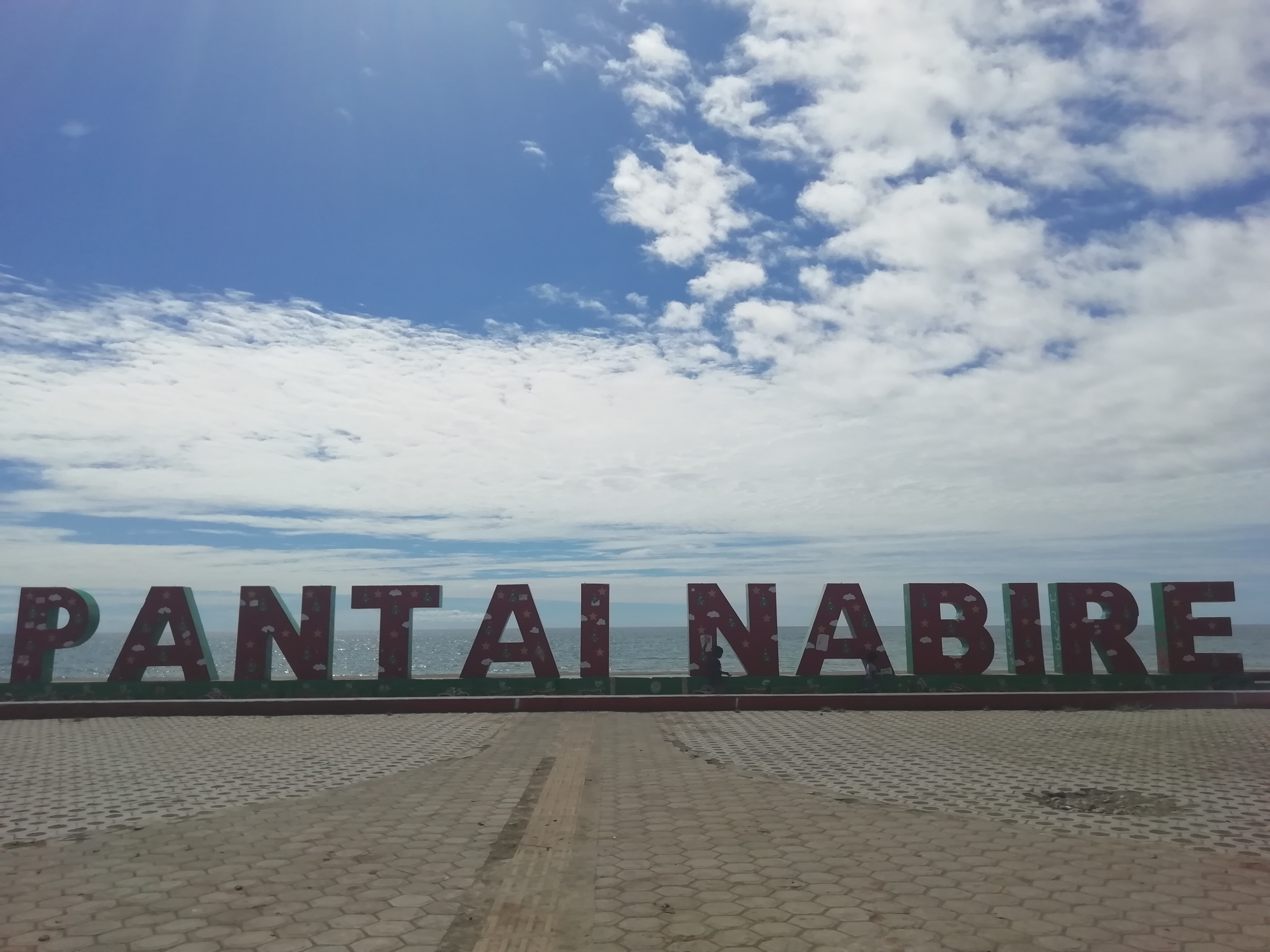
Playa de Nabire

Nabire (en bahasa indonesio Kabupaten Nabire), es un Kabupaten que forma parte de la provincia de Papúa en Indonesia. 

## Situación geográfica
Se encuentra situado en la parte occidental de dicha provincia. En 2008, el Kabupaten o la provincia de Dogiyai ha sido creado en la parte sudoriental de Nabire. En 2003 su superficie geográfica era de 8.477 km² con una población de 150.118 habitantes. 

## Historia
En el siglo XVII esta parte de la isla de Nueva Guinea y de la Provincia de Papúa, formó parte del Imperio español en la que España mantuvo su soberanía desde 1606 hasta 1663, junto a la Provincia de Papúa Occidental y Yapen Waropen. Más adelante formó parte del Imperio neerlandés, donde los Países Bajos como al resto de Indonesia mantuvo su soberanía hasta a mediados del siglo XX.